# Margrit Weiler
Margarethe "Margrit" Weiler, in der US-Emigration auch Margrit Wyler, (* 12. September 1906 in Wien; † 17. Mai 1986 in München) war eine österreichische Schauspielerin bei Bühne und Film, Theaterregisseurin und Schauspiellehrerin.

## Leben und Wirken

### Anfänge in Österreich und der Schweiz
Die Tochter des Kaufmanns Frigyes Weiler und seiner Frau Anna, geb. Roger, erhielt ihre Ausbildung in ihrer Heimatstadt Wien und trat am dortigen Deutschen Volkstheater im Laufe der späten 1920er Jahre auch ihr erstes Engagement an. Mit Beginn der 1930er Jahre wirkte sie drei Spielzeiten lang als Ensemblemitglied am Stadttheater Bern. Hier bescheinigte man Weiler bereits zu Beginn ihrer Verpflichtung eine “ausgezeichnete Bühnenerscheinung, das tragfähige Organ und die Realistik ihrer Gestaltungskraft”. 1933 wechselte sie an die Städtischen Bühnen von Graz. Hier sah man sie noch im selben Jahr in so unterschiedlichen Stücken wie der Komödie “Geld ist nicht alles” und dem Zeitdrama “Konflikt”. In Graz und erneut am Wiener Volkstheater wirkte sie zuletzt 1935/36. An dieser Wiener Bühne feierte Margrit Weiler frühe Erfolge mit Stücken wie “Wasser für Canitoga”, “Ein idealer Gatte” (als Partnerin der Emigranten Oskar Karlweis und Otto Wallburg), “Medea” und “Die Frau des Potiphar”. Eine zu dieser Zeit (1936) in Aussicht stehende weibliche Hauptrolle in einem britischen Film mit Douglas Fairbanks junior kam nicht zustande. 1937 erfolgte Weilers Übersiedelung in die Schweiz, wo sie bis Ende 1938 dem Ensemble des Zürcher Schauspielhauses angehörte. Hier sah man sie beispielsweise 1938 in der Uraufführung von Ferdinand Bruckners “Napoleon der Erste”, wo sie unter der Regie des gebürtigen Wieners Leopold Lindtberg an der Seite weiterer prominenter Hitler-Flüchtlinge wie Leonard Steckel, Erwin Kalser und Hermann Wlach auftrat.

### Exil in den Vereinigten Staaten
Als die politische Lage in Mitteleuropa immer gefährlicher zu werden drohte, floh die jüdische Künstlerin infolge der sogenannten Reichskristallnacht Ende 1938 in die USA. Dort fand sie 1939 zunächst eine neue Heimat an der deutschsprachigen „Komödie“ in New York und schloss sich kurz darauf auch der Exil-„Österreichischen Bühne“ an. Außerdem wurde Margrit Weiler, die sich in den USA nunmehr Wyler nannte, Mitarbeiterin der „Tribüne für freie deutsche Literatur und Kunst in Amerika“ und war zeitweise Mitarbeiterin der Radiosendung des Aufbau „We Fight Back“. In den frühen Kriegsjahren sah man die Exilkünstlerin in ambitionierten Theateradaptionen literarischer Vorlagen wie Arthur Schnitzlers “Komtesse Mizzi” (1940), Bruno Franks “Sturm im Wasserglas” (1940), Jean Cocteaus “Die schrecklichen Eltern” (1941) und Hugo von Hofmannsthals “Jedermann” (1941). Dabei kam es zu fruchtbaren Kollaborationen mit deutschsprachigen Exilregisseuren wie Kurt Robitschek, Ernst Josef Aufricht und Ernst Lothar. Der gleichfalls im US-Exil arbeitende deutsche Theatermacher Erwin Piscator holte sie an seinen Dramatic Workshop an der New School for Social Research. Hier trat Margrit Weiler in den Funktionen einer Schauspielerin, Regisseurin und sogar Pädagogin in Erscheinung. Auch an anderen Theatern inszenierte sie Stücke. In ihrer Funktion als Schauspiellehrerin unterrichtete die österreichische Exilantin spätere Schauspielstars wie Marlon Brando, Tony Curtis, Rod Steiger und Harry Belafonte. Bis Januar 1950 ist Margrit Weiler noch als Theatermacherin in den USA nachzuweisen, ein erster Rückkehrbesuch in ihre alte Heimat 1947 blieb ohne künstlerischen Nachhall.

### Theaterarbeit in Deutschland und der Schweiz
Unmittelbar nach Gründung der Bundesrepublik Deutschland ließ sich Margrit Weiler, nach einer Stippvisite in der alten österreichischen Heimat (1950), dort nieder. Sie spielte und inszenierte in bundesdeutschen Großstädten wie Hamburg (Thalia-Theater und das Theater im Zimmer), Frankfurt am Main (Theater im Zoo) und München (Kammerspiele). Von 1953 bis 1981 kam sie regelmäßig nach Bern, wo sie Gastverträgen sowohl als Schauspielerin als auch als Regisseurin am dortigen Atelier-Theater nachkam. In diesen Funktionen war Weiler in der Schweizer Hauptstadt an so unterschiedlichen Stücken beteiligt wie Jean Cocteaus "Die geliebte Stimme" (1953), Thornton Wilders "Unsere kleine Stadt" (1953), William Saroyans "Die Pariser Komödie" (1961), Shelagh Delaneys Sozialdrama "Bitterer Honig" (1966, eigene Regie mit sich selbst in einer Hauptrolle) und Alexej Arbusows "Altmodische Komödie" (1981). Gastweise trat sie auch erneut am Schauspielhaus Zürich sowie am Stadttheater Basel (etwa 1958 als Dolly in Thornton Wilders "Die Heiratsvermittlerin") und am Stadttheater von Bern (1959 mit einer Inszenierung von Walter Hasenclevers "Ein besserer Herr") auf.

### Film- und Fernseharbeit in Deutschland
Seit 1956 kamen Verpflichtungen vom bundesdeutschen Fernsehen und Kino hinzu. Margrit Weiler erhielt beim Fernsehen zumeist Nebenrollen in Produktionen angeboten, die auf Literaturvorlagen basierten. 1961 spielte sie mit dem kleinen Part der Kunigunde Meier auch in Paul Mays Via Mala-Kinoversion mit; in einer Bühnenfassung von John Knittels Roman hatte sie in der Schweiz 1937 noch die junge Hanna Lauretz verkörpert. 1967 spielte Margrit Weiler sogar eine Kinohauptrolle (in einem allerdings zu der damaligen Zeit sehr schlecht besprochenen B-Film): In dem zotigen Lustspiel Der nächste Herr, dieselbe Dame verkörperte sie die Bordellchefin Madame Feh. Seit Beginn der 1970er Jahre trat Margrit Weiler nicht mehr vor die Kamera.

## Filmografie
als Schauspielerin bei Fernsehproduktionen, wenn nicht anders angegeben
- 1956: Juno und der Pfau
- 1957: Das Seepferdchen
- 1958: Es bleibt in der Familie
- 1959: Die Ziegeninsel
- 1960: Schatten der Helden
- 1960: Das Fenster
- 1961: Johnny Belinda
- 1961: Via Mala (Kinofilm)
- 1962: Die Besessenen
- 1963: Interpol (TV-Serie, Folge: Der Trick mit dem Schlüssel)
- 1963: Das Haus in der Karpfengasse (Kinofilm)
- 1964: Zur Rose und Krone
- 1964: Ein Leutnant für Emmeline
- 1965: Party im Zwielicht
- 1965: Portrait eines Helden
- 1967: Der nächste Herr, dieselbe Dame (Kinofilm)
- 1970: Mit sich allein